# Freistroff
Freistroff (Duits: Freisdorf) is een gemeente in het Franse departement Moselle (regio Grand Est). De plaats maakt deel uit van het arrondissement Forbach-Boulay-Moselle. Freistroff telde op 1 januari 2022 1.010 inwoners.

## Geografie
De oppervlakte van Freistroff bedroeg op 1 januari 2022 14,67 vierkante kilometer; de bevolkingsdichtheid was toen 68,8 inwoners per km².

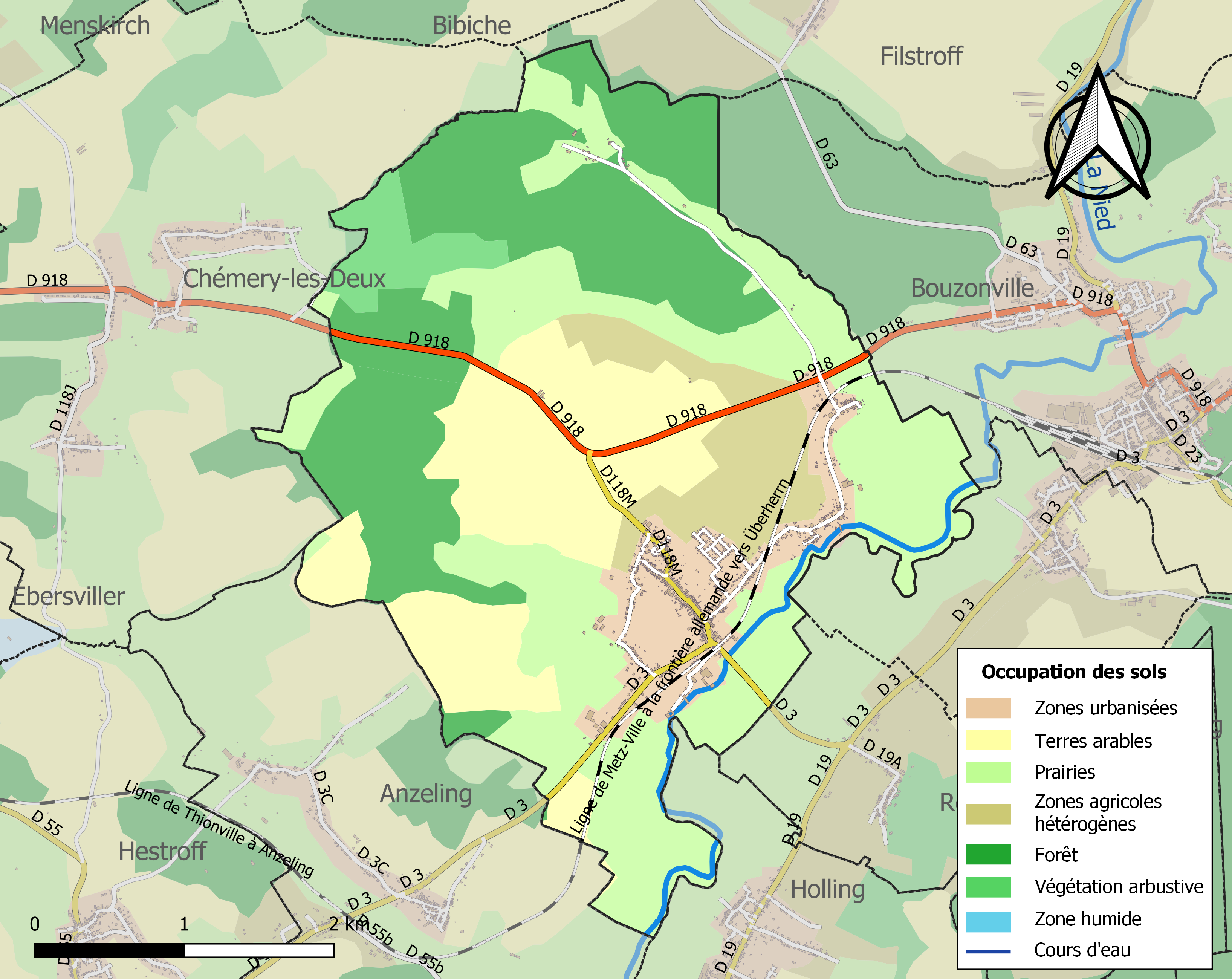
Kaart van de gemeente met de belangrijkste infrastructuur, bodemgebruik en omliggende gemeenten

## Demografie
Onderstaande figuur toont het verloop van het inwonertal (bron: INSEE-tellingen).